# Licenciatura en Derecho

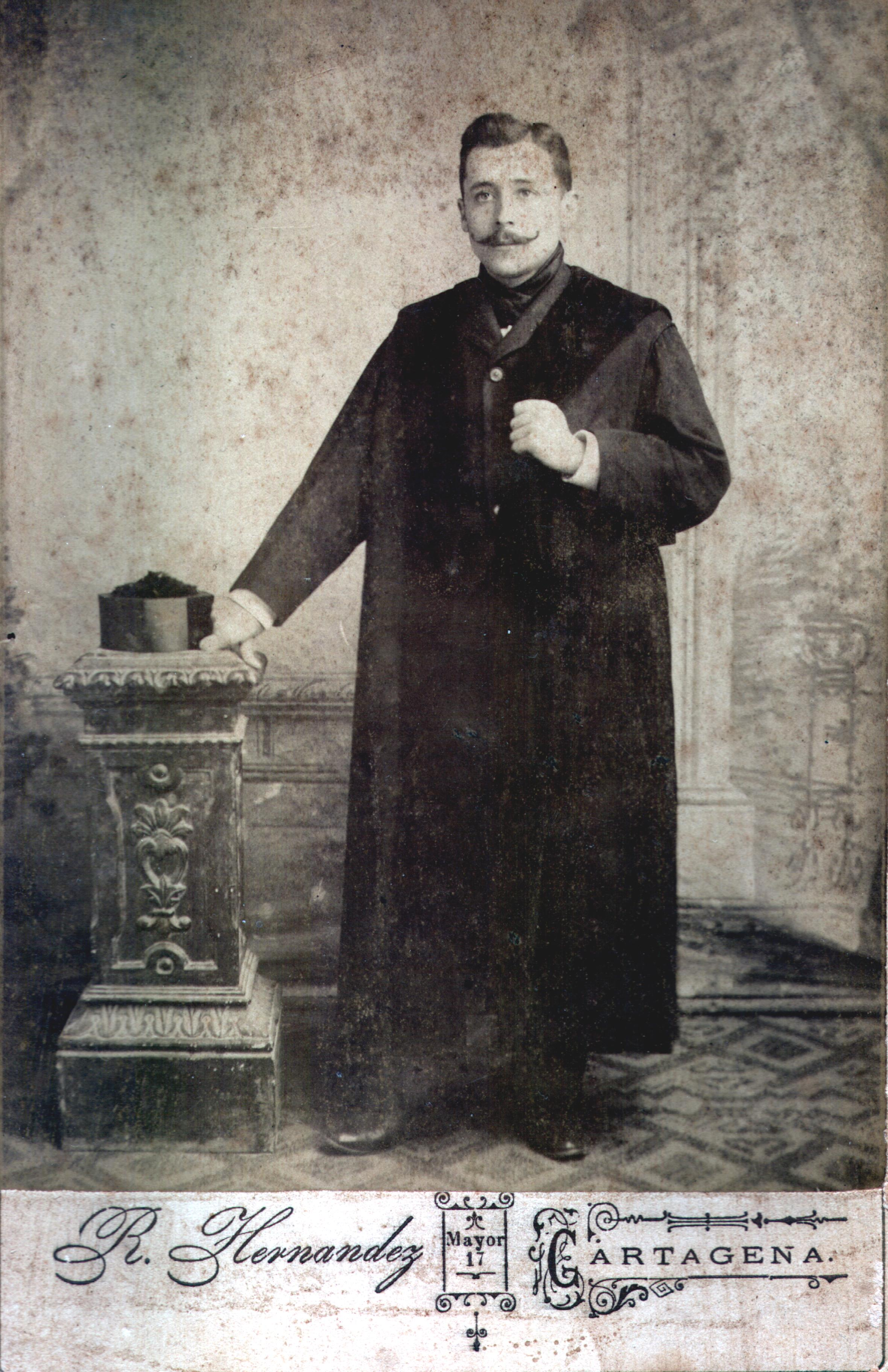
Vista del licenciado José García Vaso, recién graduado en Derecho.

Licenciatura en Derecho, licenciatura en leyes, licenciatura en ciencias jurídicas o Grado en Derecho es el grado académico que se confiere a quienes han concluido exitosamente un proceso de estudios de Derecho en una universidad o institución de estudios superiores. En algunos países el título profesional que se confiere al licenciado en Derecho es el de abogado.

## Historia
El Derecho desde sus inicios es objeto de estudio desde las primeras civilizaciones. A partir del Código de Hammurabi –(del año 1760 a. C.) primera manifestación jurídica impresa– los estudios acerca del Derecho fueron transformándose en una disciplina cada vez más cotidiana en las distintas urbes de los pueblos primitivos. Pese al innegable aporte helenístico al Derecho, son los romanos, sin lugar a dudas, los máximos contribuyentes del Derecho tal cual lo apreciamos en la actualidad, aunque en Roma aún no existía el estudio del Derecho de la forma como lo conocemos hoy día.
En la Edad Media, Bártolo de Sassoferrato, considerado uno de los juristas más influyentes del Derecho continental, estudió el Corpus iuris civilis, siendo el máximo artífice de lo que es el Derecho Privado Común, que, asociado al Derecho canónico para formar el utrumque ius, constituye el pilar clave de la cultura jurídica europea.

En 1088 se funda la primera universidad de la historia: la Universidad de Bolonia, y entre sus primeras carreras de estudios o licenciaturas se encuentra «Derecho». En la Edad Media las asignaturas de Derecho recibían los nombres de las partes del Corpus iuris civilis: instituta, digesto, etc.

Escudo de la Universidad de Bolonia, primera universidad del mundo.

El primer texto legal que definió expresamente a la figura del «abogado» fue el código de las Siete Partidas de Alfonso X. Esta obra constituye además el primer «reglamento» que regula la profesión de abogado y los requisitos mínimos de la licenciatura en Derecho. Los abogados debían tener como mínimo 17 años de edad, no poseer defectos físicos, ser varones y conocedores del Derecho. Se exigía la inscripción de matrícula y juramento de desempeñar fiel y rectamente su mandato, debiendo además rendir examen en las audiencias. Se castigaba el prevaricato y se prohibía el pacto de cuota litis, según la Novísima Recopilación. Constituían faltas graves descubrir secretos a la parte contraria o a terceros en favor del letrado, aconsejar a dos partes contrarias en un mismo asunto o ayudar a una parte en primera instancia y a otra en segunda, alegar cosas maliciosas, pedir pruebas innecesarias, alegar sobre falsas leyes a sabiendas o abogar contra disposiciones expresadas en las leyes.
Hasta el siglo XIX, las universidades fueron en gran medida centros elitistas en los que solo un porcentaje marginal de la población alcanzaba los estudios superiores. Esto comienza a cambiar a partir del término de la Primera Guerra Mundial, con el aumento significativo de la matrícula, pero sobre todo tras el fin de la Segunda Guerra Mundial, donde miles de intelectuales de una Europa devastada se vuelcan a América y copan las aulas universitarias. La carrera de Derecho se vuelve atractiva por las consecuencias jurídicas del más devastador conflicto armado de la humanidad: la suscripción de nuevos tratados entre Estados, la creación de nuevos organismos internacionales, la disolución y aparición de nuevos territorios, etc. Las dos últimas décadas del siglo XX la carrera de leyes alcanzó niveles históricos de matrícula, impulsados en gran medida por las políticas educacionales de los gobiernos, como la creación de nuevas becas y créditos que permitieron el acceso de la clase media a la carrera.

## Régimen de estudios

### Atendiendo a la modalidad de estudios
- Presencial
- Semipresencial
- Educación a distancia

### Atendiendo al horario de estudios
- Diurno
- Vespertino